# Osthimosia virgula
Osthimosia virgula är en mossdjursart som beskrevs av Gordon 1984. Osthimosia virgula ingår i släktet Osthimosia och familjen Celleporidae. Inga underarter finns listade i Catalogue of Life.